# Cardamine jamesonii
Cardamine jamesonii är en korsblommig växtart som beskrevs av William Jackson Hooker. Cardamine jamesonii ingår i släktet bräsmor, och familjen korsblommiga växter. Inga underarter finns listade i Catalogue of Life.